# Strangalia flavocincta
Strangalia flavocincta là một loài bọ cánh cứng trong họ Cerambycidae.